# Natio
Een natio (vertaald uit het Latijn: 'geboren worden', meervoud: nationes), ook wel genoemd collegium nationale (meervoud: collegia nationalia) of natieclub, is een vereniging van studenten, studerend aan een universiteit en afkomstig uit dezelfde stad, streek of land, die dezelfde taal spreken en gebonden worden door dezelfde wetten, gebruiken en gewoontes. Nationes waren vanaf de vroege middeleeuwen (+/− 1100) talrijk in Midden- en Noord-Europa (ook in de Nederlanden) maar bestaan tot op de dag van vandaag alleen nog in Schotland en Zweden.

## De Nederlanden
Al vrij snel na de oprichting van de eerste (Noord-)Nederlandse universiteit, de Universiteit Leiden in 1575 gingen ook de studenten aan deze instelling zich verenigen naar landsaard of streek. Al in november 1581 vragen de Leidse studenten toestemming aan de academische senaat om een collegia singularum nationem te mogen oprichten maar deze vergunning werd nadrukkelijk geweigerd omdat dergelijke verenigingen tot ordeverstoring zouden kunnen leiden. Hoewel de goedkeuring niet werd verkregen werden de nationes toch opgericht zoals we kunnen lezen in de Acta van de academische Senaat van 1582: de Friese natio en de Hollandse. In 1623 blijken de nationes in Leiden inmiddels in volle bloei te zijn en hun getal te zijn aangewassen tot vijf. Aanvankelijk kan de universiteit nog wel de nationale bijeenkomsten verbieden en tegengaan maar naar verloop is er geen beginnen meer aan. Van Nationes in Franeker aan de Universiteit van Franeker is in het begin vanaf 1585 nog weinig bekend. Pas in 1601 zijn er de eerste tekenen en in 1626 werd de Leeuwarder natio opgericht, in 1637 volgt de natio van de Geldersen, de Overijsselsen en de Drenten tezamen verenigd en in 1661 de afzonderlijke Franeker natio. Weer daarna volgen in 1664 de Groningers en ten slotte een paar jaar daarna de Hollanders en de Zeeuwen.

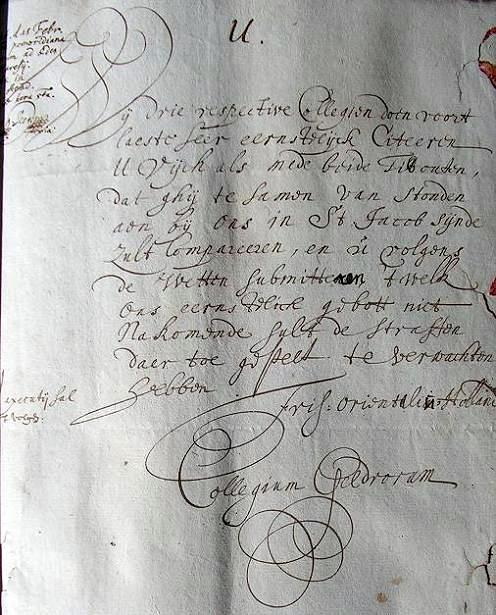
Brief nationes

In Groningen was het anders, waar de nationes zo oud waren als de universiteit zelf. De Academische Senaat merkte al in 1615 het bestaan van een natio Hollandica op, die uit naam van de leden aandrong op het verlenen van voorrechten. Een jaar later is er sprake van de natio Geldrica ac Transisalaniae (Gelders-Overijssels), dat uit twaalf leden bestond, terwijl ook Oost-Friezen en Westfalen zich gaan verenigen, de eersten in het Landmannschaft van den Upstalbohm, en in 1641 een gezelschap van Ommelanders blijken van bestaan geeft. In de archieven van de Groninger academie is een brief gevonden (hier rechts afgebeeld) waarin de Oost-Friese, Hollandse en Gelderse collegia samen een laatste oproep doen aan de studenten Vijch en de beide Tibouten om te verschijnen in café de St. Jacob:
U - Wy drie respectieve Collegien doen voort laetste keer eernstelijck citeeren U Vijgh als mede beide Tibouten dat ghij te samen van stonden af aen, bij ons in St Jacob sijnde sult compareeren en u volgens de wetten submitteren. 't Welk ons eernstelick gebott niet nakomende sult de straffen daar toe gestelt te verwachten hebben.
De gemeente Utrecht vaardigt in 1643 een proclamatie uit tegen de nationale ofte provinciale collegiën, die volgens haar aanleiding waren tot georganiseerde nachtbrakerij. De nationes van Geldenaren, Zeeuwen, Hollanders en Utrechtenaren blijven echter  bestaan. Ook in de jaren 1644, 1657, 1661 en 1674 wordt in deze stad weer van collegia nationalia gesproken, terwijl er de Groningers en de Friezen in 1648 een eigen gezelschap oprichtten. In Harderwijk sprak men van gewestelijke landmanschappen, maar niet lang want naar het schijnt is de academische overheid daar in staat geweest spoedig en op afdoende wijze een eind te maken aan deze clubvorming.
Het doel van die nationes was de gezelligheid te bevorderen en saamhorigheid te bewerkstelligen, een doelstelling, waaruit vrij snel de drang voortkwam om elkaar in moeilijke omstandigheden te helpen. Die hulp betrof allereerst bijstand van de leden onderling bij ziekte en ongeval, maar ook de plicht om elkaars goede naam te verdedigen, terecht of ten onrechte. Hierin school het gevaar deze gezelschappen: zij werden bloedbroederschappen, die geen aantasting van hun leden duldden, om welke reden dan ook. Zij werden hoe langer hoe meer geheimzinnig, immers door de tegenwerking van de academische senaat en de overheid werden zij gedwongen hun bestaan te verbergen en in 't verborgene te werken, waardoor het wantrouwen toeneemt en des te sterker vervolging ontketenden. Bij de ruwe manieren de 17e eeuw was het elkaar bescherming verlenen van hardhandige aard en werd de tegenpartij lastiggevallen op een manier die de academische senaat nooit kon toelaten. Vaak werden ook relletjes op touw gezet die op bloedvergieten uitliepen. Geen wonder dus, dat de hoogleraren liever met enkelingen te maken hadden en de collegia nationalia verboden! De overheden en academische senaten in de verschillende steden hebben, met uitzondering van Harderwijk waar men wel succesvol was, de nationes te vuur en te zwaard bestreden. Dit liep in Groningen zo hoog op dat het huis van de rector magnificus belegerd werd en de studenten het academiegebouw bedreigden.
Wat de academische senaten nooit gelukt is, wist de tijd wel te bewerkstelligen. In deze jaren begint overal de belangstelling voor de nationale verenigingen geleidelijk te verminderen. Ze maakten het werkelijk te bont en het is niet onmogelijk dat mede onder invloed van de ouders van de studenten de aandacht meer op de studie werd gericht. Het begon voor te komen dat na ernstige roerigheden leden bedankten, ondanks de onaangenaamheden die zij daardoor te verduren kregen en de heethoofden verdwenen door afstuderen of door naar een andere universiteit te gaan, zonder dat zich opvolgers opwierpen. Misschien heeft wel de ernst der tijden bij de oorlogen van 1665 en 1667 meegewerkt en mogelijk is ook verzachting der zeden van invloed op de achteruitgang van de nationes, die meer door ruwheid dan door gezelligheid uitblonken.
In het laatste kwart van de 17e eeuw trekken de nationes steeds minder belangstelling en raken op den duur in vergetelheid. In Leiden worden zij in 1664 nog met een scherpe resolutie verboden, daarna verdwijnen ze ongemerkt hoewel niet door het verbod zelf, want dit had evenals elders niet het geringste resultaat. Een voorbeeld hiervan vinden we ook nog in de Utrechtse publicatie tegen de nationes van 12 oktober 1643, waarbij de georganiseerde nachtbrakers met boeten van 25 tot 200 gulden bedreigd werden en bevel kregen de boeken in te leveren, een verbod dat in 1644 door een nieuw verbod gevolgd moest worden. In 1674 werd hier het Gelders-Overijssels college voor het forum geroepen. Er verschenen alleen een paar theologen, die zich onderwierpen, de anderen bleven gewoon weg. Na dat jaar bleef het college nog in het geheim bestaan, maar reeds vóór 1700 is het opgeheven of weggestorven. Dit gebeurt in alle steden in de Nederlanden en de nationes zijn zo rond 1715 volledig uit het beeld verdwenen.

## Midden-Europa
Aan de Universiteit van Parijs bestonden vrijwel meteen vanaf haar oprichting nationes van de Parijzenaren, Normandiërs, Picardiërs en de Engelsen, later ook van de Alemannen (de Duitsers). Zo werd de bekende theoloog Jean Gerson tijdens zijn studententijd tot tweemaal toe verkozen tot procurator van de Franse Natio van studenten studerend aan de Sorbonne in 1383 en in 1384. Naast bovengenoemde nationes kende men in Parijs later ook een natio Germanorum et Scotorum waarin de Duitse studenten verenigd waren met die van Schotse herkomst. In Leipzig aan de universiteit daar, kende de nationes (Landsmannschaften) ook kleinere onderafdelingen waar zelfs studenten afkomstig uit dezelfde steden werden verenigd, zoals de Natio Misnensium voor studenten afkomstig uit de stad Meißen. Andere nationes waren die van Saxonum, Bavarorum en Polonorum. Een soortgelijke onderverdeling kwam voor in Praag aan de Karelsuniversiteit waar sinds de oprichting in 1347 het Studium Generale onderverdeeld was in Boheemse, Beierse, Saksische en Poolse nationes. In het geval er geen passende natio was dan koos de student eenvoudig de meest passende bestaande natio. In Italië werden Polen gebruikelijk ingedeeld bij de Noordelijke natio of bij de Duitse natio. Dit gebeurde in sommige gevallen zelfs terwijl er een Poolse natio bestond! Op de Universiteit van Bologna werd zo Nicolaus Copernicus in 1496 toegelaten tot de Natio Germanorum (de Duitse Natie).

## Schotland
Nationes bestaan tot op de dag van vandaag nog in Schotland aan de oude traditionele universiteiten maar zij hebben aan belang en bekendheid ingeboet. Op de Universiteit van Glasgow speelden de nationes tot 1977 nog een rol bij de verkiezing van de rector magnificus. De universiteit van Glasgow kent vijf nationes: Clydesdale, Teviotdale, Albany en Rothesay. De eerste twee volgen de grenzen van de gelijknamige aartsbisdommen en de laatste twee de rest van Schotland. Loudonian is de vijfde natio voor alle overige studenten. Ook de Universiteit van Aberdeen kent een systeem van nationes. Net als in Glasgow spelen de nationes in Aberdeen een rol bij de verkiezingen van de rector magnificus sinds de Schotse Universities Act in 1858 werd afgekondigd en de verkozen rector magnificus werd ingesteld.

## Zweden
Aan de Zweedse Universiteit van Uppsala en aan de Universiteit van Lund komen ook nog nationes voor (nationer) waarbij iedere student afkomstig uit het bijbehorende gebied lid moest worden van die natio. De nationes zijn er vernoemd naar de regio's waar de leden vandaan komen, waarbij de nationes in Lund de namen ontlenen aan provincies en gebieden in zuid Zweden en in Uppsala ontleent men de naam aan streken in heel Zweden, uitgezonderd de regio Skåneland, de traditionele oogstgronden van de in 1666 opgerichte Universiteit van Lund om educatie te verzorgen van de jeugd van de nieuw veroverde gebieden. Er is overigens wel een Skånelandens Nation in Uppsala maar dit is slechts een virtuele natio voor die studenten die geen trek hebben deel uit te maken van de activiteiten van de overige nationes. Van oudsher waren studenten in Lund en Uppsala verplicht lid van de nationes naar streek van afkomst, met uitzondering van de Södermanland-Nerikes nation in Uppsala, maar vandaag de dag bestaat deze verplichting niet meer. De nationes in Zweden houden zich vooral bezig met allerlei sociale activiteiten, activiteiten die in andere landen vooral door de corpora, studentenverenigingen en andere studenten organisaties worden geregeld zoals de exploitatie van de sociëteit, studententheaters, orkesten en koren, sportverenigingen en zelfs studentenhuisvesting.